# Руська мова

Фраза «рꙋскиⸯ єзыкь» зі Статуту ВКЛ 1588 року

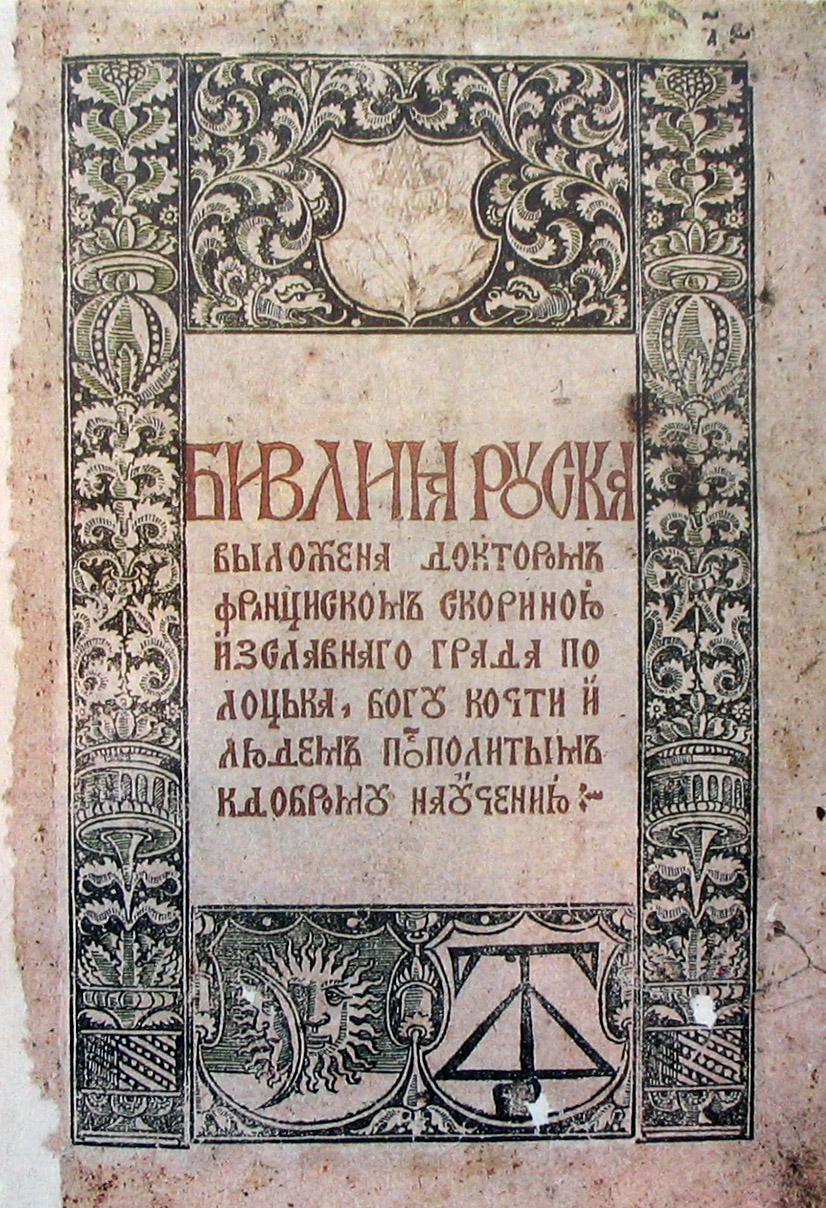
Бивлия руска, видана Ф. Скориною

Рýська мóва — самоназва мови русинів (предків українців і білорусів) з XII—XVII століття. Офіційна мова Великого князівства Литовського (до 1696), нею видано головні збірники законів, відомі як Литовські Статути. Найдовше терміни «русини» та «руська мова» для етнічної та мовної самоідентифікації вживали українці Буковини, Галичини та Закарпаття (аж до кінця XIX — початку XX ст.). Зовнішня назва — «рутенська мова».

## Походження
- Праіндоєвропейська мова
  -  Прабалтослов'янська мова
    -  Праслов'янська мова
      -  Давньоруська мова
        -  Руська (староукраїнська/старобілоруська) мова

## Термін
Значення терміна «руська мова» може значно різнитися у межах як усіх східнослов'янських мов, так і в самій українській. Різний сенс схожих лексем у споріднених мовах приводить до міжмовної омонімії («фальшивих друзів перекладача»). Аналогічний випадок з терміном «словенщина», «словенчина»: словац. slovenčina означає «словацька мова», а співзвучне йому словен. slovenščina — не «словацька», а «словенська мова».
Українська мова

- Руська мова — те ж саме, що й давньоруська / давньоукраїнська мова / давньобілоруська мова. Пов'язана з топонімом і етнонімом «Русь»[3]. На думку Ю. Шевельова, саме звідси йде й пізніша суперечність між українською назвою руський («український») та російською русский («російський»). Він стверджує, що оскільки Київ був ядром, а сучасні російські землі — одною з провінцій, вони надалі перейняли («перебрали») назву метрополії. Науковець у зв'язку з цим проводить паралель між Росією і Румунією, вказуючи на те, що остання продовжує вживати назву Стародавнього Риму (România означає «Римська земля»). Багатозначність посилював широкий сенс терміна ıазыкъ, ѧзыкъ, що міг значити і «мова», і «земля», і «народ»[4].

- Руська мова — те ж саме, що староукраїнська мова або старобілоруська. Термін руський (інколи славеноруський тощо) переважав до середини XVII ст., він вживався по відношенню до всіх православних Русинів в ті часи, і не тільки до предків українців та носіїв її українського виду, а й до предків білорусів, і в принципі щодо мови всіх православних слов'ян Речі Посполитої. На землях, що належали Угорщині (Закарпаття), такої неоднозначності не існувало.
- На українських землях, що входили до складу Австрійської імперії, «руська мова» або також «русинська мова» означало «українська мова»[3].

З огляду на те, що відоме вживання деякими україномовними авторами слова «руський» в сенсі «російський», «руською мовою» могли звати і російську. Таке вживання терміна могло бути звичайним в українських землях у складі Російської імперії, де українців прийнято було звати «малоросіянами», а українську мову — «малоросійським наріччям». Очевидно, що саме ця міжмовна омонімія і призвела до подужання назви «український». Згідно зі Словарем української мови Б. Грінченка, термін руський наприкінці XIX ст. — на початку XX ст. вживався в сенсі «український» у Галичині та на Буковині.
Російська мова
У сучасній російській мові термін «руський» (рос. русский) може вживатися у двох значеннях: «російський» і «давньоруський». Слід мати на увазі, що ці значення нечітко розмежовані, що може спричинити складнощі при перекладі («Русская церковь», «мать городов русских», «Русская земля»). Це також призводить до хибного розуміння українського тексту російськомовними: «Очень интересное пояснение — „русский язык, то есть староукраинский“».

## Приклад
- Гл̃ющи(м) бо Грекω(м) / παυ̃σον τήν γλώσσαν σο̃υ από κάκου και χείλη σο̃υ του̃ μή λαλη̃σαι δόλον.
- Славέнски прεвóдимъ, Оудέржи язык(ъ) свóй ω(т) зла / и оустнѣ́ своѣ έжε нε гл̃áти лсти:
- Руски исто(л)кóвуεмъ / Гамýй языкъ свой ω(т) злогω, и оуста твои нεхай нε мовятъ зрады.

(Мелетій Смотрицький, «Грамматіки славенския правилноє Сvнтаґма»)

### Віршований приклад
| Полска квитнетъ лациною, Литва квитнетъ русчызною: Безъ той въ Полщє не пребудешъ, Безъ сей въ Литвє блазнѣмъ будзешъ. Той латина єзыкъ даєтъ, Та безъ Руси не вытрваєтъ. Ведзь же южъ, Русъ, ижъ тва хвала По всємъ свєтє южъ дойзрала Весели жъ се ты, русине, Тва слава никгды не зкгине. Ян Казимир Пашкевич, 22. VIII. 1621 | Двѣ̀ сердца сѧ спои́ли, мечъ ѝхъ розрыва́єтъ, Мо́цъ старожи́тныхъ домо́въ презъ тотъ освѣдча́єтъ, Кото́рымъ варва́рскіи гу́фы не зровна́ли, Пойзрѝ на̀ ге́лмъ, оба́чишъ, ꙗкъ сѧ потыка́ли. Котви́цы тежъ вѣ́ры стате́чнои зна́комъ, Ꙗкъ кгды окрутъ на̀ вѣ́тры умоцне́нъ тройга́комъ. А крестъ церкви похва́ла, крестъ вѣ́рнымъ обро́на, И тотъ єсть Стетке́вичовъ клейно́тъ и коро́на. Пре́тожъ ихъ сла́ва въ небо, ꙗкъ стрѣла̀, възноси́ти И на вѣ́ки сѧ бу́детъ въ людєхъ голоси́ти. Спиридон Соболь, На герб вельможных их милостей панов Стеткевичов |